# Liste der Naturdenkmale in Bad Salzdetfurth
Die Liste der Naturdenkmale in Bad Salzdetfurth nennt die Naturdenkmale in der Stadt Bad Salzdetfurth im Landkreis Hildesheim in Niedersachsen.

## Naturdenkmale
| Bild            | Bezeichnung    | Ort, Lage                                                                          | Beschreibung | Schutzzweck           | Nummer    |
| --------------- | -------------- | ---------------------------------------------------------------------------------- | ------------ | --------------------- | --------- |
| Fotos hochladen | Eibe           | Detfurth Südlich der katholischen Kirche Detfurth (52° 4′ 22,4″ N, 10° 1′ 13,8″ O) |              | Seltenheit, Schönheit | ND-HI 028 |
| Fotos hochladen | Pyramideneiche | Detfurth Südlich der katholischen Kirche Detfurth (52° 4′ 23,5″ N, 10° 1′ 11,7″ O) |              | Seltenheit, Schönheit | ND-HI 029 |
| Fotos hochladen | Sängereiche    | Wesseln Am unteren Steckelberg in der Maßdehne (52° 4′ 50,9″ N, 10° 3′ 16,6″ O)    |              | Heimatkunde, Eigenart | ND-HI 103 |
| Fotos hochladen | Paß-Eiche      | Wesseln Am Fußweg von Wesseln nach Hackenstedt (52° 4′ 45,1″ N, 10° 4′ 7,3″ O)     |              | Heimatkunde           | ND-HI 104 |
| Fotos hochladen | Ulme           | Wesseln-Bünte Auf dem Turmberg (52° 4′ 33,2″ N, 10° 3′ 51,8″ O)                    |              | Seltenheit            | ND-HI 105 |